# Карабаш Єлизавета Юріївна
Єлизаве́та Ю́ріївна Караба́ш (* 1985) — українська художня гімнастка та тренерка. Майстер спорту міжнародного класу з гімнастики (2001). Учасниця Олімпійських ігор-2004.

## Життєпис
Народилася 1985 року в місті Дніпропетровськ. 2007 року закінчила Національний університет фізичного виховання і спорту України та магістратуру за спеціалізацією режисер-постановник спортивно-масових видовищ та свят.
Срібна призерка чемпіонату Європи у групових вправах із булавами (Женева, 2001).
Чемпіонка світу в групових вправах з п'ятьма стрічками (Новий Орлеан, 2002).
Учасниця 28-х Олімпійських ігор (Афіни, 2004). У групових вправах були 9-ми — вона та Дзюбчук Олена Володимирівна; Кожохіна Інга Андріївна; Паслась Оксана Володимирівна.
Багаторазова чемпіонка України.
Працювала тренеркою національної збірної команди України (2005—2006), артисткою спортивно-танцювального колективу групи підтримки баскетбольного клубу «Київ» (2006—2009). У 2005—2007 роках — тренерка національної збірної з художньої гімнастики, «Школа Дерюгіних». У 2008—2010 роках — інструкторка з фітнесу в містах Київ і Дніпропетровськ. З 2010 року — керівниця групи підтримки баскетбольного клубу «Дніпро».
Є засновницею ДЮСШ «Спортивна академія Єлизавети Карабаш».